# Шатолен (округ)
Округ Шатолен (фр. Arrondissement de Châteaulin) — округ у Франції, в департаменті Фіністер. 2023 року округ об'єднував 57 муніципалітетів, населення становило 80 876 осіб.
Адміністративний центр (супрефектура) — Шатолен.

## Муніципалітети
Список муніципалітетів округу та їхні коди INSEE:
1. Арголь (29001)
2. Берріян (29007)
3. Болазек (29012)
4. Ботмер (29013)
5. Браспар (29016)
6. Бреньї (29018)
7. Гуезек (29062)
8. Дінео (29044)
9. Камаре-сюр-Мер (29022)
10. Каре-Плуге (29024)
11. Каст (29025)
12. Керглофф (29089)
13. Кледан-Пое (29029)
14. Коллорек (29036)
15. Коре (29041)
16. Крозон (29042)
17. Ла-Фейє (29054)
18. Ла (29122)
19. Ланвеок (29120)
20. Ландевеннек (29104)
21. Ландело (29102)
22. Ланнедерн (29115)
23. Ле-Клуатр-Плейбан (29033)
24. Леан (29125)
25. Ле-Фау (29053)
26. Леннон (29123)
27. Локеффре (29141)
28. Лоперек (29139)
29. Лоте (29142)
30. Мотрефф (29152)
31. Плейбан (29162)
32. Плоеван (29166)
33. Пломодьєрн (29172)
34. Плоневе-дю-Фау (29175)
35. Плоневе-Порзе (29176)
36. Плоюневезель (29205)
37. Плуіє (29211)
38. Пон-де-Бюї-ле-Кімерш (29302)
39. Пор-Лоне (29222)
40. Пуллауан (29227)
41. Роноен (29240)
42. Росканвель (29238)
43. Сен-Гоазек (29249)
44. Сен-Ернен (29250)
45. Сен-Кулі (29243)
46. Сен-Нік (29256)
47. Сен-Ривоаль (29261)
48. Сен-Сегаль (29263)
49. Сен-Туа (29267)
50. Скриньяк (29275)
51. Спезе (29278)
52. Тельгрюк-сюр-Мер (29280)
53. Трегарван (29289)
54. Трегуре (29291)
55. Шатолен (29026)
56. Шатонеф-дю-Фау (29027)
57. Юельгоа (29081)